# Remineralización de los dientes

Desmineralización y remineralización del esmalte dental en la presencia de ácido y fluoruro en la saliva y el fluido de la placa

La remineralización de los dientes es un proceso en el cual los minerales son retornados a la estructura molecular del diente en sí mismo. Los dientes son (a menudo) porosos y permiten fluidos y la desmineralización por debajo de la superficie del diente. Cuando están desmineralizados, estos poros llegan a ser más grandes. Este proceso no puede reemplazar el material perdido del diente: no llenará una cavidad que se ha convertido en un agujero.
La caries dental es una enfermedad infecciosa, cuya característica clave es un aumento dentro de la placa dental de bacterias tales como Streptococcus mutans y el Lactobacilo. Estas producen ácidos orgánicos cuando son ingeridos carbohidratos, especialmente el azúcar. Cuando es producido suficiente ácido de modo que el pH vaya debajo de 5.5, el ácido disuelve la hidroxiapatita carbonatada, el componente principal del esmalte dental, en un proceso conocido como desmineralización. Después de que se haya terminado el azúcar, la pérdida mineral puede ser recuperada - o remineralizada - desde iones disueltos en la saliva. Las cavidades resultan cuando el índice de desmineralización excede al índice de remineralización y se destruye la red cristalina, en un proceso que requiere típicamente muchos meses o años.
La terapia de fluoruro es frecuentemente usada para promover la remineralización. En vez de la hidroxiapatita natural, esto produce la fluorapatita, que es más fuerte y más resistente al ácido. (Ambas están hechas de calcio. El fluoruro toma el lugar de un hidróxido).
El fluoruro ejerce su principal efecto creando niveles bajos de iones de fluoruro en la saliva y el líquido de la placa, ejerciendo así un efecto tópico o superficial. Una persona que vive en un área con agua fluorada puede experimentar subidas de la concentración de fluoruro en la saliva a cerca de 0.04 mg/L varias veces durante un día. Técnicamente, este fluoruro no previene las cavidades sino que controla la velocidad en la cual se desarrollan. Cuando los iones de fluoruro están presentes en el líquido de la placa junto con la hidroxiapatita disuelta, y el pH es más alto de 4.5, una lámina (veneer) remineralizada parecida a la fluorapatita es formada sobre la superficie restante del esmalte; este veneer es mucho más resistente al ácido que la hidroxiapatita original, y es formada más rápidamente de lo que lo haría el esmalte remineralizado ordinario. El efecto de prevención de la cavidad por del fluoruro es en parte debido a estos efectos superficiales, los cuales ocurren durante y después de la erupción dentaria.
Puesto que no hay una conexión entre la sangre y el esmalte, los suplementos de calcio ingeridos no tienen ningún efecto sobre la remineralización, ni la deficiencia del calcio remueve el esmalte de los dientes. El calcio usado para reconstruir los dientes debe estar disuelto en la saliva.
Algunos métodos de remineralización pueden trabajar para las "lesiones de punto blanco" pero no necesariamente para "superficies de dientes intactas".